# Microrreserva Carrascal del Mas del Peraire
La Microrreserva de flora Carrascal del Mas del Peraire se sitúa en el término municipal de Puebla de Benifasar, Provincia de Castellón y tiene una superficie de 7,5 ha.

## Especies prioritarias
Acer granatense, Biscutella fontqueri, Epipactis parviflora, Knautia rupicola, Satureja innota.

## Unidades de vegetación prioritarias
- Encinares de Quercus ilex y Quercus rotundifolia (código Natura 2000: 9340).
- Pastizales vivaces con Knautia rupicola y Biscutella fontqueri (código Natura 2000: 6220*).

## Limitaciones de uso
- Queda prohibido el desarrollo de actividades de escalada en toda la microrreserva, salvo autorización expresa por motivos científicos o conservacionistas.
- Queda prohibida la realización de marcas o señales con pintura u otros materiales en la microrreserva.
- Queda prohibida la realización de aprovechamientos madereros.
- No podrán realizarse aclareos o labores silvícolas dentro de la microrreserva, exceptuados los siguientes casos:
- a) Las extracciones por motivos fitosanitarios o para prevención de daños por caída sobre personas o las poblaciones de especies protegidas o amenazadas.
- b) Aclareos post-incendio, en el caso de que la zona sufriera incendios forestales. Dichos aclareos deberán constar de un programa específico multianual.
- c) Aclareos para reducción de combustibilidad en las inmediaciones de la pista forestal.